# Polisportiva Giampaoli
L’Associazione Sportiva Dilettantistica Polisportiva Giampaoli, frequentemente citata come Giampaoli Ancona, è una società polisportiva italiana con sede ad Ancona. La sezione di maggiore successo è stata l'omonima squadra di calcio a 5 che raggiunse la massima serie nel 2005-06, retrocedendo tuttavia al termine della stessa stagione.

## Storia
I colori originari della società, fondata nel 1988 su iniziativa dell'imprenditore Giampaolo Giampaoli, erano il giallo e il nero, abbandonati in favore dei più tradizionali bianco e rosso in seguito alla fusione con i concittadini del Team Sport Ancona. Tra le sue file ha militato per un biennio (1992-94) il campione brasiliano Dirceu.

## Palmarès
- Campionato di Serie A2: 1
  - 2004-05